# یوشیتسه
یوشیتسه (به لاتین: Jošice) یک منطقهٔ مسکونی در مونته‌نگرو است که در شهرداری هرتسگ نووی واقع شده‌است. یوشیتسه ۴۰۶ نفر جمعیت دارد.